# Ин
Ин је река у Швајцарској, Аустрији и Немачкој. Десна је притока Дунава, дуга 517 km.
Име Ин је изведено од старих келтских речи en и enios, што значи вода. Двоструко н се појавило тек у 16. веку, на пример у тиролском Ландреиму из 1557. године, а од 18. века је уобичајено и изговара се кратким самогласником. Можда постоји веза између имена Ин и имена француске реке Ен.
Извире у швајцарским Алпима изнад долине Енгадин (кантон Граубинден) и тече ка истоку кроз Тирол и његов главни град Инзбрук, да би прешла у Немачку (покрајинуБаварску) код Куфштајна.
У Баварској река скреће према северу протичући кроз Розенхајм, Васербург и Валдкрајбург; затим скреће ка истоку и протиче кроз Милдорф и Нојетинг примајућу две велике притоке - Алц и Залцах.
Одавде до ушћа Ин представља границу између Немачке (Баварска) и Аустрије (Горња Аустрија). Градови у доњем току Ина су Зимбах, Браунау и Шердинг. У Дунав се улива код Пасауа. Иако носи више воде, Ин се сматра притоком Дунава јер је краћи од њега.
Просечан проток на ушћу Ина је 735 м3/с. 
Дана 3. јуна 2013. протицај из Ина у Пасауу достигао је 6.820 м3/с, а нивои воде су достигли 12,85 м, највиши забележени ниво поплава у историји од 1501. године.
Тренутно, на Ину постоје 24 хидроелектране. 17 од њих управља Вербунд АГ.